# Wad Goals
«Wad Goals» (titulado «Goles de taco» en Hispanoamérica y «Un fajo de sueños» en España) es el decimotercer episodio de la trigésimasegunda temporada de la serie de televisión de animación estadounidense Los Simpson y el episodio número 697 en total. Se emitió en los Estados Unidos en Fox el 28 de febrero de 2021. El episodio fue dirigido por Mike Frank Polcino y escrito por Brian Kelley.
En este episodio, Bart se convierte en un exitoso caddie, pero Marge se preocupa de que esté arruinando su carácter. Stephen Root interpreta a Bildorf. El episodio recibió críticas positivas. El animador Nik Ranieri ganó el premio Primetime Emmy al mejor trabajo individual de animación por el diseño del personaje principal.
El episodio está dedicado en memoria de Marc Wilmore, guionista y productor de Los Simpson fallecido el 30 de enero de 2021.

## Trama
El último día de clase, Ralph pasea por las calles pensando que está en un desfile, y descubre un campo de golf en medio de Springfield, donde gente rica como el Sr. Burns y famosos juegan al golf y pasan el rato. Se lo cuenta a Bart, Milhouse y Nelson, y el grupo de amigos descubre que los golfistas pagan mucho dinero a sus caddies (o, como ellos lo llaman, «fajo»). Bart y Milhouse consiguen trabajo allí también como caddies, y Bart empieza a hacer la pelota a los miembros del club después de que Kent Brockman le pague con éxito.
En casa, la familia felicita a Bart por su nuevo trabajo, sin saber que le están pagando muy bien. Después de ir a recoger a Bart al campo de golf, Marge y Maggie echan un vistazo furtivo detrás de un árbol y descubren a Bart haciendo la pelota al Tejano Rico mientras éste le paga. Mientras Bart compra helado para toda la familia, Marge intenta que Homer convenza a Bart para que deje su trabajo, pero Homer se desentiende diciendo que es un estilo de vida americano al que Bart se está acostumbrando. Después de hablar de su estrés con Lisa, Marge intenta publicar un artículo en Internet sobre cómo el campo de golf no paga impuestos, pero accidentalmente recurre a grupos sociales cuyas denuncias contra el fraude fiscal amenazan con cerrar el campo de golf.
Bart es asignado a otro golfista llamado Bildorf, quien le dice que convenza a Marge para que cambie de opinión. A los dos se les ocurre entonces la idea de convertir el golf en una religión para que el campo evite pagar un montón de impuestos, lo que el alcalde Quimby permite. Después de que el reverendo Lovejoy y otros líderes de la iglesia demuestren no ser de ayuda, Marge está dispuesta a rendirse. Pero después de que Bildorf insulte a Bart despidiéndolo como caddie y contratando a un niño rico sin talento, y luego diciendo que a Bart nunca se le permitirá entrar en el club y que siempre será inferior a alguien como Bildorf, Bart se enfada y se une a sus amigos para destrozar el campo. Marge se alegra de tener de vuelta al viejo Bart.
A pesar de que las acciones de Bart se consideran un delito, el jefe Wiggum y otros policías detienen a Bildorf por permitir que en la casa de golf se inicie un culto sexual dentro de la religión.

## Producción

### Reparto
Stephen Root interpreta a Bildorf en el episodio. Este episodio marca la primera vez que el coprotagonista recurrente Kevin Michael Richardson sustituye a Harry Shearer como la voz del Dr. Hibbert. Richardson declinó inicialmente la oferta de interpretar a Hibbert, pero aceptó cuando se le volvió a pedir. Quería dar al personaje un tono similar al de Shearer. Según el productor ejecutivo Matt Selman, el equipo quería que Larry David, famoso por Seinfeld y Curb Your Enthusiasm, pusiera voz al rabino amante del golf, pero cuando se produjo la pandemia de COVID-19, decidieron no molestarle. 

### Desarrollo
El 2021, Fox publicó 12 imágenes promocionales del episodio.

### Lanzamiento
El estreno del episodio estaba previsto inicialmente para el 21 de febrero de 2021, pero se reprogramó para el 28 de febrero.

## Recepción

### Audiencia
En Estados Unidos, el episodio fue visto en directo por 1,24 millones de espectadores.

### Respuesta de la crítica
Tony Sokol de Den of Geek dijo: «"Wad Goals" apunta a demasiados objetivos y pasa algún tiempo en bruto. El arco argumental está perfectamente sincronizado y la corrupción y redención de Bart resuenan. Hay un montón de gags visuales rápidos y subliminales, y el ritmo en general es rápido. Pero no consigue arrancar tantas carcajadas sólidas. El desenlace del culto al sexo es demasiado obvio, a pesar de lo inesperado que resulta. Es casi como un atajo. Quizá el problema sea el golf. No es tan emocionante como el tenis. Los Simpson hacen un buen trabajo mostrándolo como uno de los campos de juego más desiguales, el comentario es agudo pero la sátira está justo por debajo del par». También calificó el episodio con 3,5 de 5 estrellas.
John Schwarz de Bubbleblabber calificó el episodio con un 8 sobre 10. Destacó los chistes y la actuación de Stephen Root. También le pareció irónico que en un episodio sobre manifestantes que intentan cerrar un campo de golf aparezca la sustitución de la voz del Dr. Hibbert, precipitada por las protestas de George Floyd.

### Premios y nominaciones
El animador Nik Ranieri ganó el Primetime Emmy Award al Logro Individual Sobresaliente en Animación en la 73ª edición de los Primetime Creative Arts Emmy Awards por el diseño del personaje principal del episodio.